# Jerome Karle

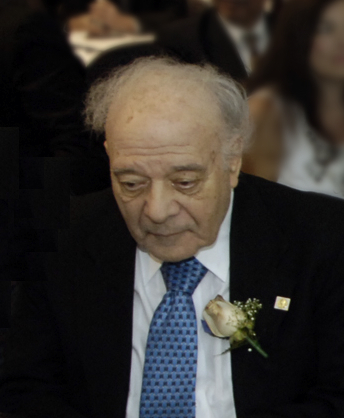
Jerome Karle, 2009.

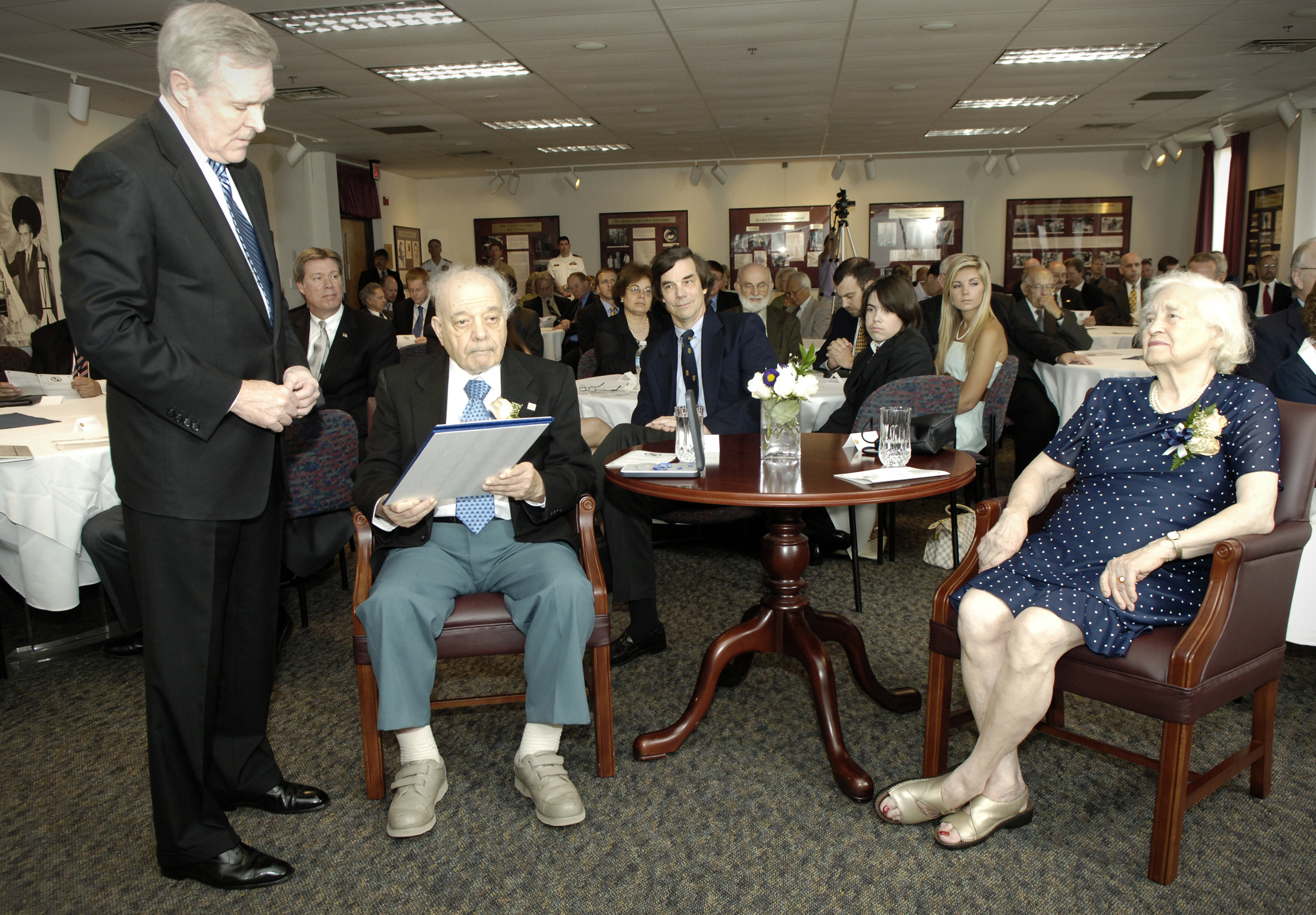
Jerome und Isabella Karle wurden im Juli 2009 nach gemeinsam 127 Jahren am Naval Research Laboratory in den Ruhestand verabschiedet.

Jerome Karle (* 18. Juni 1918 in New York City als Jerome Karfunkel; † 6. Juni 2013 in Annandale, Virginia) war ein US-amerikanischer Physikochemiker und Kristallograph. Für Beiträge zur Entwicklung „direkter Methoden zur Kristallstrukturanalyse“  erhielt er 1985 zusammen mit Herbert A. Hauptman den Nobelpreis für Chemie.

## Leben
Jerome Karfunkel wurde am 18. Juni 1918 in New York City geboren. Seine Mutter war eine ausgezeichnete Pianistin und Organistin. Als Jugendlicher lernte er Klavierspielen und nahm an „Music Week“-Wettbewerben teil. Er war sportlich aktiv und hatte Vorlieben für Schwimmen und Handball. Zeitweilig besuchte er in New York die Abraham Lincoln Highschool. Schon mit 14  besuchte er das City College in New York, hatte dort aber unter den 3–4 Jahre älteren Mitstudenten anfängliche Schwierigkeiten mit dem herrschenden Leistungsniveau. Im Jahre 1937 erwarb Jerome Karle einen Bachelor-Abschluss in Biologie und Chemie am City College of New York und 1938 einen Master in Biology der Harvard University. Anschließend arbeitete er am New York State Department of Health (NYSDOH) in Albany, wo er ein Verfahren zur Messung des Fluorgehaltes im Trinkwasser entwickelte. Ab 1940 studierte Karle Physikalische Chemie an der University of Michigan, wo er 1942 sein Master-Studium abschloss. Zeitweise forschte er für das Manhattan-Projekt an der University of Chicago. 1944 wurde er mit der Arbeit An Electron Diffraction Investigation Of The Carboxyl Group In Formic, Acetic And Trifluoroacetic Acids bei Lawrence Olin Brockway promoviert.
Von 1944 bis 2009 arbeitete er am Naval Research Laboratory (NRL), ab 1968 als Leiter des Laboratory for the Structure of Matter (LSM). 1953–1956 entwickelten Karle und Herbert Aaron Hauptman eine statistische Methode zur Direktbestimmung von Kristallstrukturen durch Röntgenstrahlanalyse, eine wichtige Analysenmethode, die heute weltweit computergestützt angewendet wird. Besondere Bedeutung besitzt diese Methode bei der Strukturbestimmung organischer und biologisch bedeutsamer Makromoleküle.
Karle war ab 1942 mit der Chemikerin Isabella Karle (geb. Lugoski) verheiratet, die er an der University of Michigan kennengelernt hatte. Seine Ehefrau war von 1946 bis 2009 ebenfalls am Naval Research Laboratory tätig. Das Paar hat drei Töchter.
Das Ehepaar Karle widmete sich, gemeinsam mit Herbert Aaron Hauptmann, der Entwicklung der statistischen Methoden der Strukturbestimmung von Naturstoffen. So bestimmten sie unter anderem die Kristallstrukturen der Alkaloide Reserpin und Anemonin, des Steroids Digitoxigenin und des Froschgiftes Batrachotoxinin A. Karle arbeitete aber auch weiterhin an der Verbesserung der Algorithmen zur Strukturbestimmung. 1963 konnten sie erste Veröffentlichungen zur Anwendung des symbolischen Additionsverfahrens vornehmen. Bereits im folgenden Jahr konnte die erste im Wesentlichen gleichatomige nicht-zentrosymmetrische Kristallstruktur beschrieben werden. Anfang der 1970er Jahre setzt er die theoretischen Arbeiten zur Kristallstrukturanalyse bis zur Ableitung einer „Tangentialformel“ für die Phasenbestimmung fort.
Am 6. Juni 2013 verstarb Karle in Annandale im Bundesstaat Virginia.

## Auszeichnungen (Auswahl)
- 1976: Mitglied der National Academy of Sciences
- 1981 bis 1984: Präsident der Internationalen Union of Christallographie
- 1985: Nobelpreis für Chemie gemeinsam mit Herbert A. Hauptmann
- 1990: Mitglied der American Philosophical Society[15]
- 2009: Navy Distinguished Civilian Service Award[8]
- Ehrendoktorwürden der University of Maryland und der City University of New York[8]